# Преступления будущего (фильм, 2022)
«Преступления будущего» (англ. Crimes of the Future) — фантастический фильм канадского режиссёра Дэвида Кроненберга, который называется так же, как и его же фильм 1970 года, но, по словам режиссёра, не является ремейком. Главные роли в нём сыграли Вигго Мортенсен, Кристен Стюарт и Леа Сейду. Премьера состоялась на 75-м Каннском кинофестивале, в мае — июне 2022 года фильм вышел в театральный прокат.

## Сюжет
Действие фильма происходит в недалёком будущем, когда появляется «синдром ускоренной эволюции»: с телами людей начинают происходить удивительные превращения. Главный герой картины, Сол Тенсер, особенно увлекается выращиванием в своём организме необычных органов и этим привлекает к себе внимание спецслужб.

## В ролях
- Вигго Мортенсен — Сол Тенсер, акционист, в прошлом государственный служащий, был ранен при исполнении на дежурстве
- Леа Сейду — Каприс, акционист и партнёр Тенсера, в прошлом хирург, оперировала Тенсера после ранения
- Кристен Стюарт — Тимлин, научный сотрудник Национального регистра органов
- Дон Маккеллар — Уиппет, старший научный сотрудник Национального регистра органов
- Скотт Спидмен — Лэнг Дотрис
- Лихи Корновски — Джуна Дотрис
- Надя Литц — Дэни Раутер, техник компании «Форма жизни»
- Танайя Битти — Бёрст, техник и коллега Дэни Раутер
- Велкет Бунге — Коуп, детектив Новой полиции нравов

## Создание и релиз
Дэвид Кроненберг сам написал сценарий для этого своего фильма. Главные роли получили Вигго Мортенсен, Кристен Стюарт и Леа Сейду, второстепенные — Лихи Корновски, Скотт Спидман, Велкет Бунге и Дон МакКеллар. Съёмки начались в Афинах в августе 2021 года, закончились к 10 сентября. Изначально картина должна была называться «Болеутоляющее», но позже Кроненберг решил назвать её так же, как один из своих ранних фильмов — «Преступления будущего».
Премьера состоялась в мае 2022 года на 75-м Каннском кинофестивале. 25 мая «Преступления будущего» вышли в театральный прокат во Франции, 3 июня — в Канаде.

## Оценки
Фильм получил в основном положительные оценки в прессе. По данным агрегатора Rotten Tomatoes, 
80 % из 276 обзоров были положительными, со средней оценкой 6.7 из 10. Сайт обобщает мнения критиков так: «Это абсолютный, пускай и не классический, Кроненберг. В „Преступлениях будущего“ режиссёр возвращается к знакомым темам в типично жуткой атмосфере». По данным Metacritic, фильм получил среднюю оценку 67 из 100, что указывает на «преимущественно положительные отзывы».
Дэвид Руни из The Hollywood Reporter высоко оценил игру Мортенсена и Сейду, но пришёл к выводу, что фильм чаще задаёт вопросы, чем даёт ответы. Тодд Маккарти из Deadline Hollywood описывает фильм как «достаточно серьезный, элегантный и провокационный», чтобы участвовать в каннской программе.
В российских СМИ фильм получил преимущественно положительные оценки. Положительные обзоры опубликовали «Афиша», «Мир фантастики», «Искусство кино», «КиноПоиск», «DTF», «Сеанс», InterMedia. Но были и отрицательные отзывы. Так, обозреватель «Российской газеты» назвал сценарий поверхностным и слишком неправдоподобным, чтобы можно было сопереживать героям, а Михаил Трофименков из «Коммерсанта» был, по его словам, опечален общими «невнятностью и вторичностью».
По итогам года издания FilmComment, In Review Online, Our Сulture, Screen Slate, World of Reel назвали «Преступления будущего» фильмом года, а многие другие включили его в свои списки лучших фильмов.
Картина получила три номинации на премию «Сатурн» в категориях «лучший научно-фантастический фильм», «лучшая музыка» (Говард Шор), «лучший грим».